# الظهر (الحوض الشرقي)
الظهر بلدة موريتانية وإحدى بلديات ولاية الحوض الشرقي.